# Осторожно, бабушка!
«Осторожно, бабушка!» — советский полнометражный цветной художественный фильм-комедия, поставленный на Ленинградской ордена Ленина киностудии «Ленфильм» в 1960 году режиссёром Надеждой Кошеверовой.
Премьера фильма состоялась 7 марта 1961 года.

## Сюжет
Молодая директриса Леночка отвечает за строительство нового Дома культуры. У неопытного руководителя всё валится из рук и выходит из-под контроля. Но у неё, к счастью, есть бабушка, которая собирает «старую гвардию» и выручает внучку из беды.

## В ролях
- Фаина Раневская — Елена Тимофеевна («Ёлочка»), бабушка Лены
- Ариадна Шенгелая — Лена, директор Дома культуры
- Людмила Маркелия — Шурок, подруга Лены
- Светлана Харитонова — Шура, подруга Лены
- Нина Ургант — Александра, нормировщица
- Юлиан Панич — Вася Казачков, бригадир монтажников, возлюбленный Лены
- Леонид Быков — Лёша Штыков, монтажник, возлюбленный Шуры
- Леонид Сатановский — Николай Калач, монтажник, возлюбленный Шуры
- Сергей Филиппов — Иннокентий Прохорович Прохоров (Кеша), лесник из «старой гвардии»
- Ролан Быков — Иван Ильич, библиотекарь из «старой гвардии»
- Владимир Лепко — Иван Лукьянович Чулков, заведующий стройотделом
- Елизавета Уварова — Клавдия, работница ателье из «старой гвардии»
- Ольга Черкасова — учительница музыки из «старой гвардии»
- Константин Адашевский — Сергей Васильевич, начальник строительства
- Иван Назаров — маляр из «старой гвардии»

## Съёмочная группа
- Автор сценария — Константин Исаев
- Режиссёр-постановщик — Надежда Кошеверова
- Главный оператор — Сергей Иванов
- Художники — Евгений Еней, Михаил Иванов
- Режиссёр — Исаак Менакер
- Оператор — Л. Александров
- Композитор — Василий Соловьев-Седой
- Звукооператор — Илья Волк
- Текст песен — Бориса Семёнова, Соломона Фогельсона

Фильм был показан группе космонавтов, отобранных для первого полета в космос, накануне старта.